# Puchacz pustynny

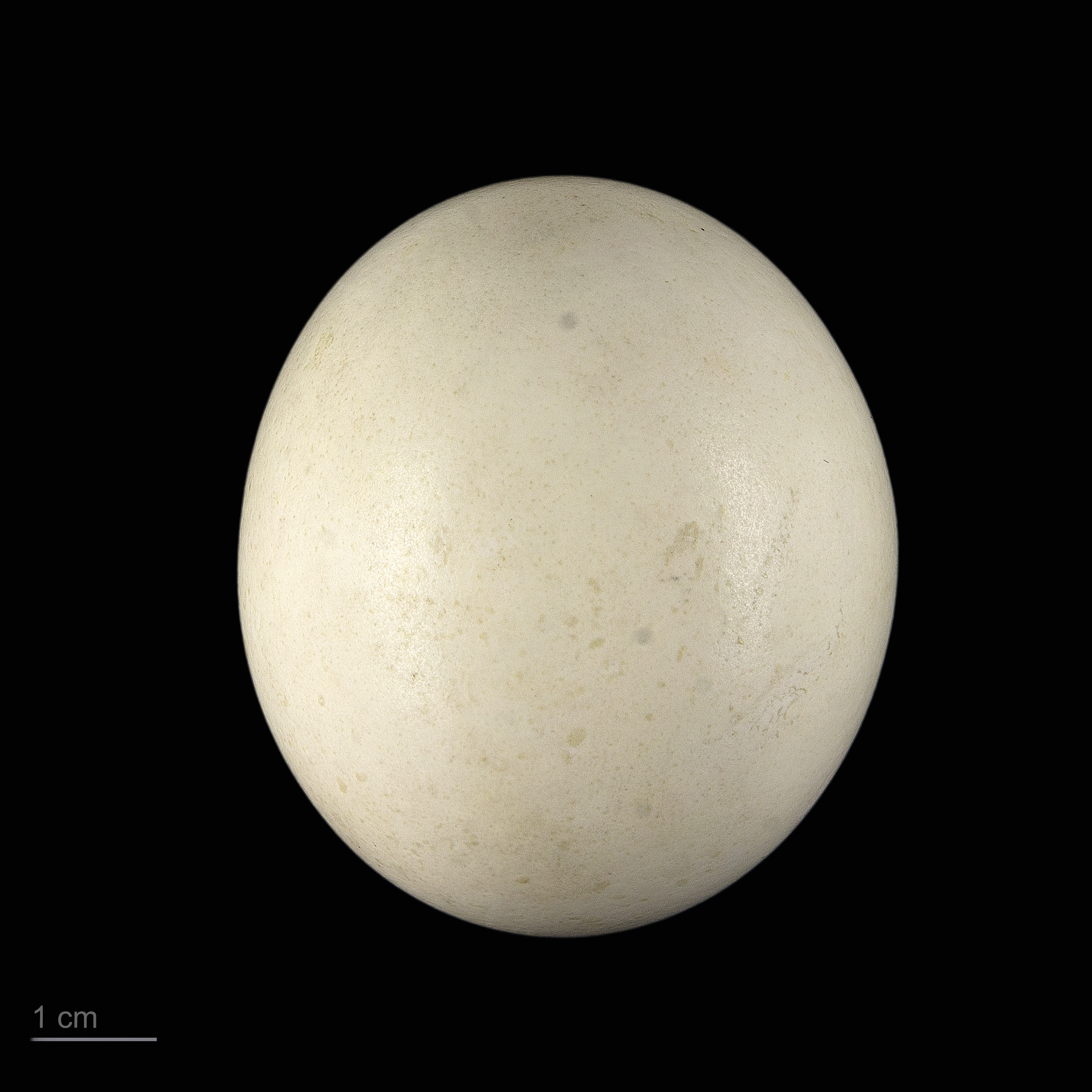
Jajo z kolekcji muzealnej

Puchacz pustynny (Bubo ascalaphus) – gatunek dużego ptaka z rodziny puszczykowatych (Strigidae).
Zasięg występowaniaPuchacz pustynny występuje w takich krajach, jak: Algieria, Arabia Saudyjska, Czad, Egipt, Erytrea, Irak, Izrael, Jordan, Kuwejt, Liban, Libia, Mali, Maroko, Mauretania, Niger, Oman, Katar, Senegal, Sudan, Tunezja, Zjednoczone Emiraty Arabskie i Sahara Zachodnia.
SystematykaZwykle nie wyróżnia się podgatunków. Populacje z południa zasięgu (Sahara i Półwysep Arabski po południowy Irak) są niekiedy zaliczane do podgatunku desertorum, ale lepiej traktować je jako odmianę barwną. Dawniej puchacz pustynny bywał uznawany za podgatunek puchacza zwyczajnego (B. bubo).
MorfologiaDługość ciała 45–50 cm, długość skrzydła 324–430 mm, długość ogona 160–233 mm. Masa ciała około 1,9–2,3 kg. Samice są większe i cięższe od samców.
StatusMiędzynarodowa Unia Ochrony Przyrody (IUCN) uznaje puchacza pustynnego za gatunek najmniejszej troski (LC – Least Concern) nieprzerwanie od 1988 roku. Ze względu na brak dowodów na spadki liczebności bądź istotne zagrożenia dla gatunku BirdLife International uznaje trend liczebności populacji za prawdopodobnie stabilny.